# Catocala digressa
Catocala digressa là một loài bướm đêm trong họ Erebidae.